# Галашова (деревня)
Галашова — деревня в Двинской сельской управе Тугулымского муниципального округа Свердловской области России. С точки зрения административно-территориального устройства области находится в границах административно-территориальной единицы Тугулымский район.

## География
Деревня  расположена в 31 километрах к северу от посёлка Тугулым (по автотрассе в 50 километрах), в лесной местности, преимущественно на левом берегу реки Липка (правого притока реки Пышма), напротив устья реки Малая. В окрестностях деревни, на юге, находится национальный парк «Припышминские Боры» (Тугулымская Дача).

## Население
| 2002 | 2010 | 2021 |
| ---- | ---- | ---- |
| 56   | ↘41  | ↘31  |